# Lilian Braithwaite

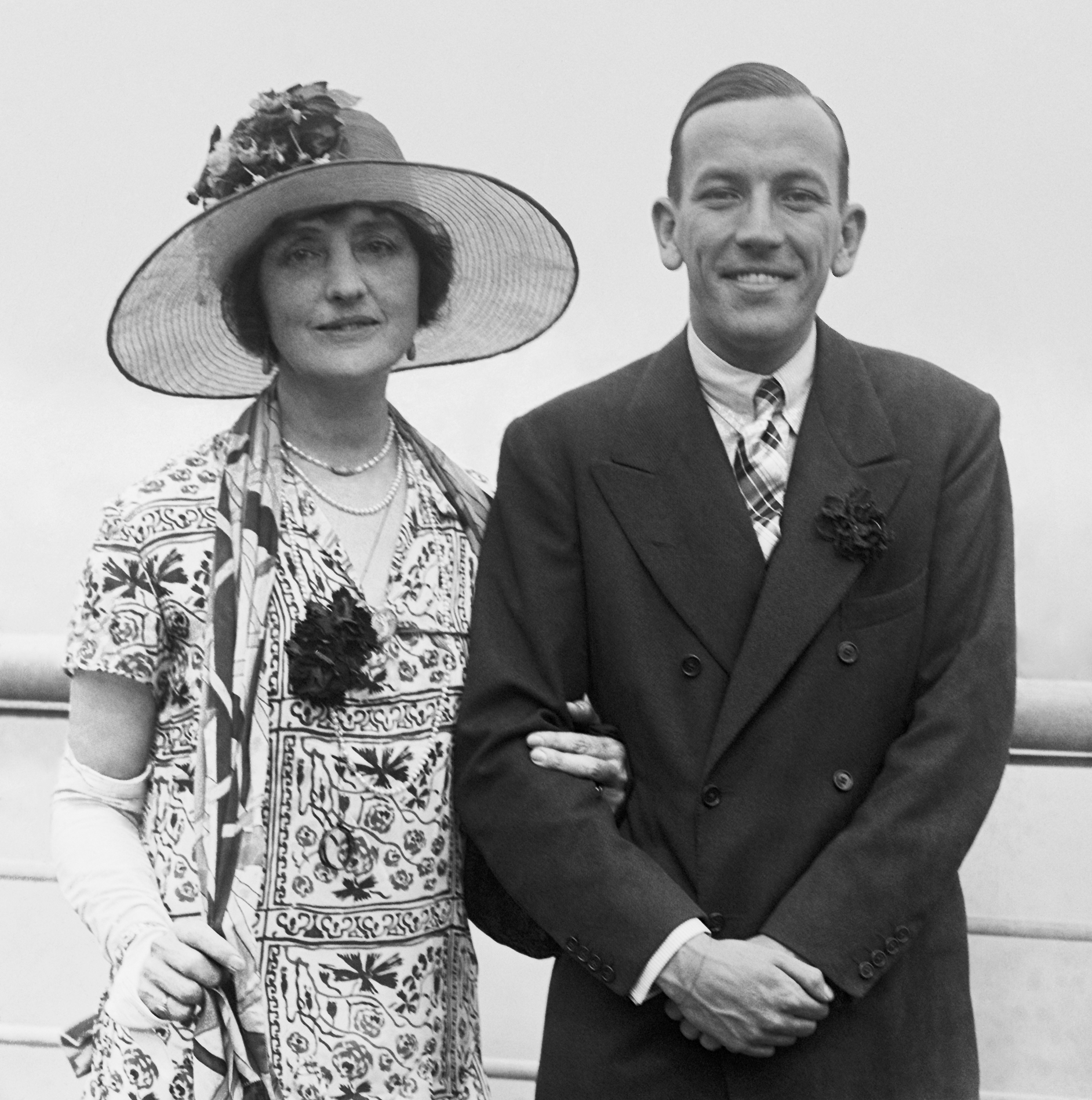
Lilian Braithwaite mit Noël Coward (1925)

Dame Lilian Braithwaite DBE (* 9. März 1873 in Ramsgate, England; † 17. September 1948 in London) war eine englische Schauspielerin.

## Leben und Karriere
Neben ihrer Tätigkeit als Theaterdarstellerin spielte sie in den 1920ern auch in einigen Stummfilmen mit. Der bekannteste dieser Filme ist sicherlich Alfred Hitchcocks Film Abwärts (1927).
1943 wurde sie zur Dame Commander des Order of the British Empire ernannt und damit in den persönlichen Adelsstand erhoben. Aus ihrer 1905 geschiedenen Ehe mit dem Schauspieler Gerald Lawrence kam die Tochter Joyce Carey, die ebenfalls als Schauspielerin arbeitete.

## Filmografie
- 1915: The World’s Desire
- 1915: Motherhood
- 1917: Masks and Faces
- 1917: The Woman Who Was Nothing
- 1917: Justice
- 1917: The Gay Lord Quex
- 1918: Because
- 1919: Dombey and Son
- 1919: The Chinese Puzzle
- 1920: Garryowen
- 1920: General Post
- 1920: Castles in Spain
- 1921: Mary-Find-the-Gold
- 1927: Abwärts (Downhill)
- 1931: Carnival
- 1931: A Man of Mayfair
- 1932: The Chinese Puzzle
- 1935: Moscow Nights
- 1947: A Man About the House